# Чикін Костянтин Іванович
Чи́кін Костянти́н Іва́нович (нар. 6 березня 1927, Лукоянов, Нижньогородська губернія, РРФСР, СРСР) — 27 березня 1994, Київ) — радянський, український художник і режисер-аніматор. Був членом Спілки кінематографістів України.

## Життєпис
Народився  в родині службовця. Навчався в Московському художньо-промисловому училищі (1945—1947). Працював художником «Союзмультфільму». 
З 1967 р. — художник і режисер Творчого об'єднання художньої мультиплікації «Київнаукфільму».

## Фільмографія
Брав участь у створенні стрічок на студії Союзмультфільм:
- «Ніч перед Різдвом», «Казка про мертву царівну та сімох богатирів» (1951), «Снігуронька», «Каштанка» (1952), «Мийдодір», «Золота антилопа» (1954), «Острів помилок», «Стьопа-моряк» (1955), «Зачарований хлопчик» (1955), «Палка-виручалка», «Дванадцять місяців» (1956), «Снігова королева» (1957), «Казка про Мальчиша-Кибальчиша», «Грибок-теремок» (1958), «Пригоди Буратіно» (1959), «Цибуліно» (1961), «Дядя Стьопа — міліціонер» (1964), «Ріккі-Тіккі-Таві», «Жабка-мандрівниця» (1965), «Казка про золотого півника» (1967) і багато ін.

Брав участь у створенні стрічок на студії Київнаукфільм:
- «Пісенька в лісі», «Розпатланий горобець» (1967),
- «Осіння риболовля», «Опудало», «Музичні малюнки», «Казка про місячне світло» (1968),
- «Кримська легенда», «Марс ХХ», «Людина, яка вміла робити дива» (1969),
- «Хлопчик і хмаринка», «Чарівні окуляри», «Журавлик» (1970),
- «Страшний, сірий, кудлатий», «Кульбаба — товсті щоки» (1971),
- «Тигреня в чайнику», «Сказання про Ігорів похід», Зубная быль (1972),
- «Теплий хліб», «Чому в ялинки колючі хвоїнки», «Таємниця країни суниць», Вокруг света поневоле (1973),
- «Як їжачок і ведмедик зустрічали Новий рік», «Салют», «Какого рожна хочется?» (1975),
- «Пригоди капітана Врунгеля» (1—3 с), «Лісова пісня» (1976),
- «Пригоди коваля Вакули» (1977),
- «Казка про Чугайстра» (1978),
- «Як козаки мушкетерам допомагали», «Квітка папороті» (1979),
- «Парасолька в цирку» (1980),
- «Сезон полювання» (1981), «Сонячний коровай», «Великі й маленькі» (1981),
- «Як козаки на весіллі гуляли» (1984),
- «Як козаки інопланетян зустрічали» (1987),
- «Кривенька качечка» (1992),
- «Вій» (1996) та ін.

Режисер фільмів:
- «Таємниця країни суниць» (1973, у співавт.),
- «Кіт Базиліо і мишеня Пік» (1974),
- «Ніколи! Ніколи!» (1975),
- «Ватажок» (1978)